# Acres Green
|  | No s'ha de confondre amb Green Acres. |

Acres Green és una concentració de població designada pel cens del Comtat de Douglas (Colorado) dels Estats Units d'Amèrica. Segons el cens del 2000 tenia 3.205 habitants.

## Demografia
Segons el cens del 2000, Acres Green tenia 3.205 habitants, 1.046 habitatges, i 875 famílies. La densitat de població era de 1.995,9 habitants per km².
Dels 1.046 habitatges en un 46,9% hi vivien nens de menys de 18 anys, en un 72,3% hi vivien parelles casades, en un 7,7% dones solteres, i en un 16,3% no eren unitats familiars. En l'11,2% dels habitatges hi vivien persones soles l'1,7% de les quals corresponia a persones de 65 anys o més que vivien soles. El nombre mitjà de persones vivint en cada habitatge era de 3,06 i el nombre mitjà de persones que vivien en cada família era de 3,32.
Per edats la població es repartia de la següent manera: un 31,4% tenia menys de 18 anys, un 6,7% entre 18 i 24, un 34,8% entre 25 i 44, un 23,1% de 45 a 60 i un 4% 65 anys o més.
L'edat mediana era de 34 anys. Per cada 100 dones de 18 o més anys hi havia 101,9 homes.
La renda mediana per habitatge era de 66.789 $ i la renda mediana per família de 69.784 $. Els homes tenien una renda mediana de 41.794 $ mentre que les dones 32.569 $. La renda per capita de la població era de 23.358 $. Entorn del 0,9% de les famílies i el 0,7% de la població estaven per davall del llindar de pobresa.

## Poblacions més properes
El següent diagrama mostra les poblacions més properes.